# Dorotea i Margarita Joanes
Dorotea Joanes i Margarita Joanes (segle XVI - 1609) foren dues germanes pintores, filles de Joan de Joanes.

## Biografia
Durant els segles xvi i xvii, els pintors realitzaven les seues obres en grans tallers gremials en els quals els oficials i aprenents feien el seu treball sota la supervisió del mestre pintor, que era qui, en realitat, dirigia i imprimia un segell característic a les obres.
El taller del pintor valencià Joan de Joanes, el veritable nom del qual era Joan Vicent Macip, no va ser-ne una excepció. Durant diverses generacions, els integrants de la família van executar treballs en el taller gremial que duia el seu nom, fet que els va permetre realitzar una gran quantitat d'obres encarregades per particulars o comunitats religioses.
En aquest context social, se situa la més que possible participació de les seues filles, Margarita i Dorotea, en el taller familiar, juntament amb el seu germà Juan Vicente Macip, que heretaria el taller, el nom i el prestigi de seu pare, Joan de Joanes, un dels més famosos pintors del Renaixement valencià.
Així, mentre que de Juan Vicente Macip existeix constatació documental de la seua obra i de les seues tasques com a pintor, sobre l'obra de les seues germanes Margarita i Dorotea només existeix una tradició difusa que afirma que les filles de Joan de Joanes, sobretot Margarita, també eren pintores.
Per exemple, en un poema de Cristóbal de Virués, amic i contemporani de la família, s'assenyala en l'última estrofa: «En pincel y colores, Juan Vicente, en ingenio y pintura Margarita, en distinción y gracia, Dorotea», que dona indicis que Margarita Joanes hagué de ser pintora i col·laborà en el taller familiar, encara que no hi ha cap obra signada per ella.
També la tradició popular ha atribuït al llarg del temps l'autoria d'algunes tauletes del temple parroquial de Bocairent a les seues filles Margarita i Dorotea.
José Albi, gran coneixedor de l'obra de Joan de Joanes, és més contundent a l'hora d'atribuir el Retablo de Almas de la parròquia de Santa Cruz de Bocairent (València) a una filla del pintor, ja que la pintura mantindria molts dels trets característics del taller de Joanes, encara que presentaria noves actituds realistes i tenebristes que començaven a obrir-se camí en l'època. També El Salvador, que actualment forma part de la col·lecció John Ford de Londres, seria per a José Albi obra de la mateixa mà que el retaule abans citat.
El 17 de gener de 1609 es donava sepultura en l'església de Santa Cruz de Bocairent a Dorotea i, quatre anys més tard, era soterrada Margarita en el mateix lloc. Alguna d'elles, possiblement Margarita, va estar especialment dotada per a l'art pictòric.
No obstant això, en l'època en la qual van viure, les dones pintores, sense possibilitat d'agremiar-se i de rebre encàrrecs, només podien justificar el seu art i el seu treball en relació amb algun home de la seua família, principalment el pare. El fet que no pogueren signar les seues obres va privar les pintores de tenir un nom propi en l'acompliment del seu ofici i del reconeixement que haurien merescut les seues obres en la història de l'art.